# Covan Wake the Fuck Up
Covan Wake the Fuck Up – album DVD zawierający zapis z charytatywnego koncertu, który odbył się w Krakowie w klubie Kwadrat. Koncert poświęcony był zbiórce środków pieniężnych dla poszkodowanego w wypadku samochodowym wokaliście Decapitated Adrianowi „Covanowi” Kowankowi. W koncercie wzięły udział takie kapele jak: Decapitated, Thy Disease, Virgin Snatch, Anal Stench, Redemptor oraz Heart Attack. Druga część wydawnictwa zawiera także 40-minutowy dokument, który tyczy się osoby Covana, jego historii oraz aktualnej sytuacji.

## Lista utworów
| Nr | Tytuł utworu                             | Długość |
| -- | ---------------------------------------- | ------- |
| 1. | „Concert Covan Wake The Fuck Up”         |         |
| 2. | „Documentary - Czekamy - We Are Waiting” |         |
| 3. | „Photo Gallery”                          |         |
| 4. | „Help Adrian”                            |         |